# Larissa Waters

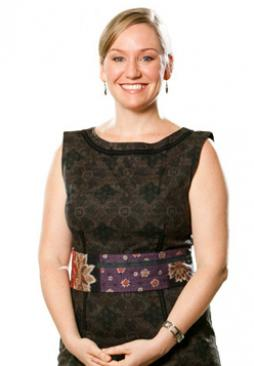
Larissa Waters

Larissa Waters (* 8. Februar 1977 in Winnipeg) ist eine australische Politikerin und seit 2011 Senatorin der Australischen Grünen für Queensland im Senat. Sie wurde bekannt, weil sie als erste Politikerin und Angehörige des australischen Senates ein Kind im Plenarsaal stillte.
Am 18. Juli 2017 trat Waters von ihrem Amt als Senatorin zurück. Sie hatte Rechtsrat eingeholt, nachdem ihr Parteikollege Scott Ludlam entdeckt hatte, dass er eine zweite Staatsbürgerschaft hat, und dabei festgestellt hatte, dass sie von Geburt an die kanadische Staatsbürgerschaft hält. Als Doppelstaatsbürgerin ist es ihr nach Artikel 44 der australischen Verfassung nicht gestattet, gewählte Ämter auf Bundesebene zu bekleiden.